# Wu Ken

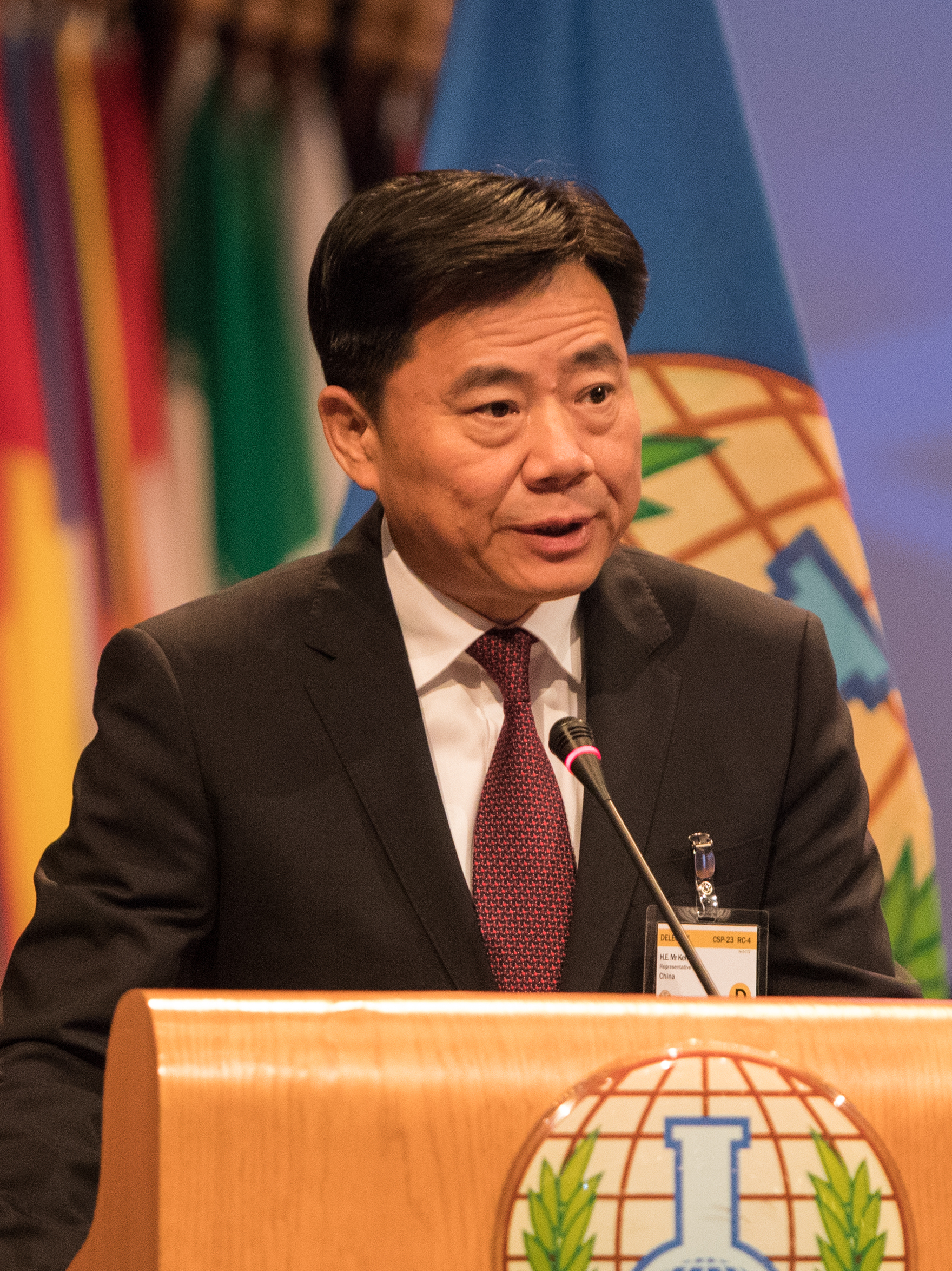
Wu Ken

Wu Ken (chinesisch 吴恳, Pinyin Wú Kěn; * 1961 in Hunan) ist ein chinesischer Diplomat und war von 2019 bis 2024 Botschafter der Volksrepublik China in Deutschland.

## Lebenslauf
Wu Ken begann seine diplomatische Karriere 1986 als Mitarbeiter in der Personalabteilung des Außenministeriums der Volksrepublik China. Nach einem Studienaufenthalt an der Goethe-Universität Frankfurt am Main (1987–88) diente er als Attaché in der Abteilung für Sowjetunion und Osteuropa. 1990 wurde er Attaché und 3. Sekretär bei der chinesischen Botschaft in Deutschland. Von 1993 bis 1998 bekleidete er die Posten des 3. Sekretärs, stellvertretenden Sektorleiters und Sektorleiters in der Personalabteilung des Außenministeriums der Volksrepublik China. 1998 wurde er zum Botschaftsrat in der chinesischen Botschaft in Österreich bestellt. Von 2001 bis 2007 diente Wu Ken zunächst als stellvertretender Leiter und später als Leiter der Personalabteilung des chinesischen Außenministeriums.

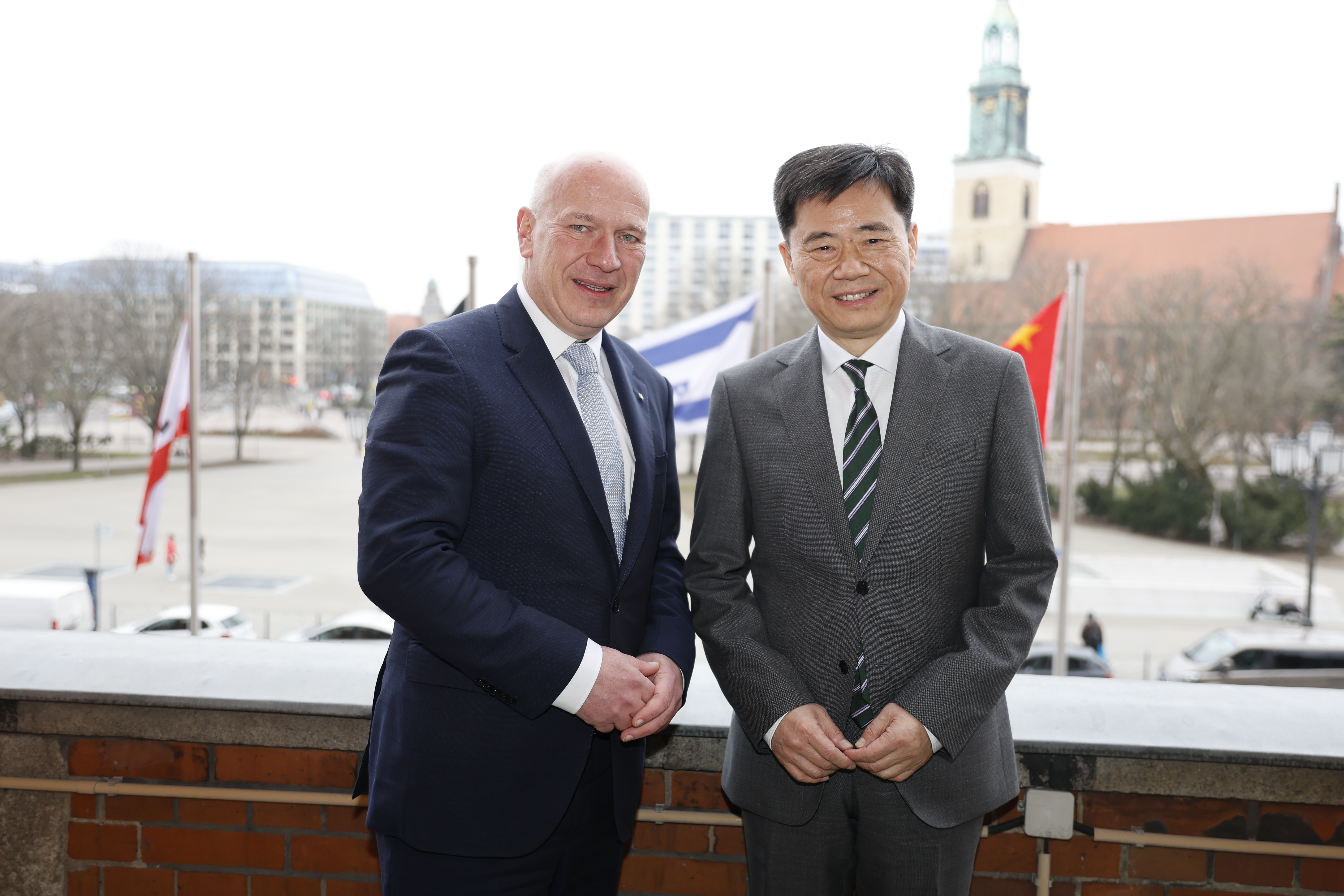
Wu Ken (rechts) bei seinem Antrittsbesuch bei Berlins Bürgermeister Kai Wegner (2024)

Von 2007 bis 2010 war Wu Ken Botschafter der Volksrepublik China in der Republik Österreich, anschließend bis 2013 Botschafter in der Schweiz. Von 2013 bis 2016 amtierte er als stellvertretender Generalsekretär der Regierung der Provinz Guangdong. Von 2016 bis 2019 war er Botschafter im Königreich der Niederlande und zugleich Ständiger Vertreter der Volksrepublik China bei der Organisation für das Verbot chemischer Waffen (OPCW) in Den Haag. Von 2019 bis 2024 war Wu Botschafter der Volksrepublik China in der Bundesrepublik Deutschland. Ihm folgte Deng Hongbo nach.

## Äußerungen als chinesischer Botschafter in Deutschland
Wu kritisierte im Januar 2023 die Neuausrichtung der deutschen China-Politik. In einem Zeitungsinterview warf er der Bundesregierung ideologisches Verhalten vor. Mehrere deutsche Spitzenpolitiker wiesen Wus Kritik zurück. Der SPD-Außenpolitiker Nils Schmid betonte allerdings, dass Wu in Deutschland das Recht habe, entsprechende Kritik zu äußern – im Gegensatz zu China, wo die Medien eine vergleichbare Kritik ausländischer Diplomaten am Regierungshandeln nicht veröffentlichen würden. Der Grünen-Europapolitiker Reinhard Bütikofer entgegnete mit Blick auf frühere Äußerungen Wus: Einen chinesischen Diplomaten, der erkläre, die Menschenrechtssituation in seinem Land sei so gut wie noch nie, könne man nicht ernst nehmen.
Im August 2023 warf Wu Bundesbildungsministerin Bettina Stark-Watzinger „hysterisches“ und „wahnsinniges“ Verhalten vor. Hintergrund war unter anderem eine Aussage der FDP-Politikerin, wonach in Deutschland lebende Stipendiaten des China Scholarship Council die im deutschen Grundgesetz verankerte Meinungs- und Wissenschaftsfreiheit in Deutschland nicht vollumfänglich ausüben könnten.